# Эльген (село)
Эльген — село в Ягоднинском районе Магаданской области. В переводе с якутского это слово означает озеро удлинённой овальной формы. В прошлом — административный центр Эльгенского сельского поселения, в которое, кроме Эльгена, входит посёлок Штурмовой.
В 1934—1957 годах в Эльгене располагался один из крупнейших социалистических сельскохозяйственных совхозов Дальстроя, на базе которого действовал Эльгенский женский исправительно-трудовой лагерь для штрафников. Там же держали их арестованных детей и  младенцев.

## Географическое положение
Посёлок находится у места впадения реки Эльген в реку Таскан, на правом берегу Таскана. В районе посёлка левый берег Таскана, в основном, покрыт лесами. На правом берегу — лугами, болотами, несколько небольших озёр.
На юг из Эльгена выходит автомобильная дорога на Дебин и Ягодное.

## История
Совхоз на месте нынешнего посёлка был организован в конце 1934 года. В апреле 1935 были сданы в эксплуатацию 2 теплицы (полезная площадь 4 ара), в мае 1935—160 парников. В июне 1935 произведены опытные посевы различных сельхозкультур на площади в 16 га. 1 января 1935 года совхоз переведён на самостоятельный баланс.
Опытные посевы продемонстрировали возможность выращивать в Эльгене капусту, репу, редьку, салат, морковь, свёклу, турнепс, злаки (ячмень, овёс) и даже подсолнечник.
На 25 мая 1952 года в лагере «Эльген» находились 3370 заключённых составило (из них 3129 женщин). В 1955 в Эльгенское отделение входили лагпункты «Эльген», «Известковый», «Молферма» и Лагкомандировка № 1 «Осенний» с общей численностью заключённых около 900 человек.
16 апреля 1957 года Севвостлаг был реорганизован. Эльгенский лагерь был ликвидирован, а в совхозе «Эльген» остались работать только вольнонаёмные работники.
Некоторое время совхоз «Эльген» был отделением совхоза «Гидростроитель» АО «Колымаэнерго», затем было образовано муниципальное унитарное предприятие «Совхоз „Эльген“», прекратившее деятельность и ликвидированное в 2006 году.

## Население
| 1994 | 2002 | 2010 | 2021 |
| ---- | ---- | ---- | ---- |
| 1300 | ↘485 | ↘24  | ↘2   |

## В культуре
Исправительно-трудовой лагерь в Эльгене подробно описан Евгенией Гинзбург в автобиографическом романе «Крутой маршрут». Она несколько лет работала в лагере на разных работах: на лесоповале, на сенокосе, в деткомбинате, на птицеферме, в больнице.
В течение семи лет всё человеконенавистническое, всё сатанинское, всё смертоносное воплощалось для меня в этом слове — Эльген.Евгения Гинзбург, «Крутой маршрут»

## Известные люди
- Гинзбург, Евгения Соломоновна (1904—1977) — советская журналистка и мемуаристка, заключённая Эльгенского лагеря, автор подробных мемуаров о своей ссылке.
- Воронская, Галина Александровна (1914—1991) — советская писательница, известная под псевдонимом Галина Нурмина, заключённая Эльгенского лагеря (1937—1944)
- Суровцева, Надежда Витальевна (1896—1985) — украинский общественный деятель и переводчица, заключённая Эльгенского лагеря.
- Беганская Ядвига Иосифовна (1908-1992) — белорусский советский прозаик, переводчик и журналист.